# Звичайний летючий гекон
Звичайний летючий гекон (Ptychozoon kuhli) — гекон з роду Летючих геконів підродини Справжні гекони. Інша назва «Індо-малайський лопатохвостий гекон».

## Опис

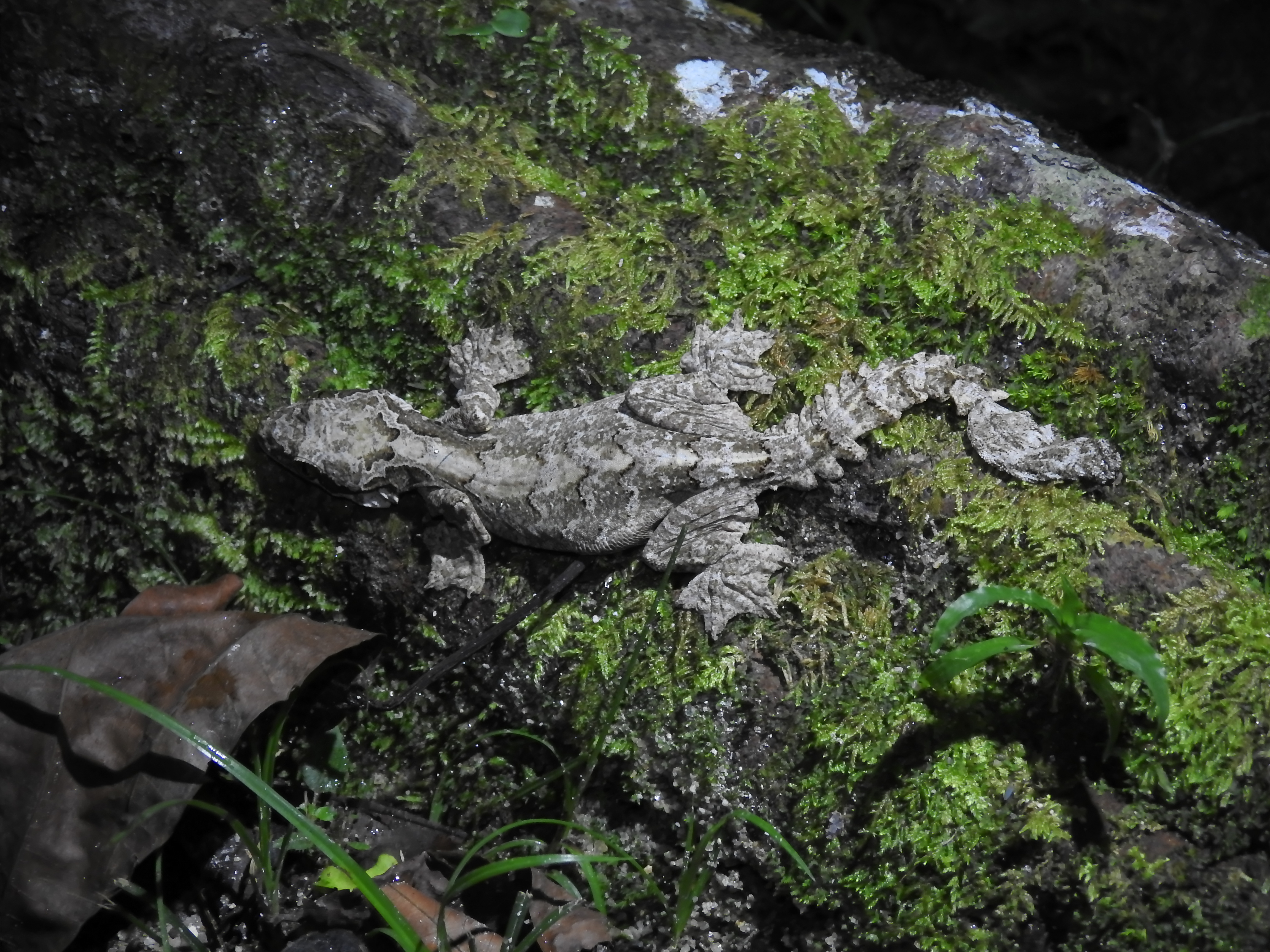
Вид зі спини, Куала-Лумпур, Малайзія

Загальний розмір звичайного летючого гекона досягає 20 см. З боків тулуба, голови, а також між пальцями й по краях лапи цієї ящірки розташовані пласкі вирости шкіри, що переходять на хвості у невеликі округлі лопаті. Звідси й інша назва цього гекона. У поєднанні із захисним забарвленням, дивно нагадує вкриту лишайником потріскану кору. Ці розпластані вирости роблять гекона зовсім непомітним на стовбурі дерева. Натягнуті зморшки шкіри, що збільшують поверхню тіла, дозволяють йому здійснювати досить довгі стрибки.

## Спосіб життя
Полюбляють вологі ліси. Вдень ховаються у дуплах дерева або на стовбурах. Активні вночі. Харчуються комахами.
Самка зазвичай відкладає максимум 2 яйця. Вони досить великі, приклеюються до кори дерев або до внутрішніх стінок дупла, і через 5—5,5 місяців з них вилуплюються молоді гекони.
Дуже часто люди заводять їх як хатніх тварин. Добре почувають себе у неволі.

## Розповсюдження
Мешкає на півдні Таїланду, у Малайзії, в Індонезії, на Нікобарських островах (Індія).